# Ciuldești, Alba
Ciuldești este un sat în comuna Bistra din județul Alba, Transilvania, România.